# مات تيس
مات تيس (بالإنجليزية: Matt Tees)‏ هو لاعب كرة قدم بريطاني في مركز الهجوم، ولد في 13 أكتوبر 1939 في جونستون ‏ في المملكة المتحدة، وتوفي في 3 نوفمبر 2020. لعب مع تشارلتون أثلتيك وغريمسبي تاون ونادي أردريونيانز ونادي بوسطن يونايتد ونادي لوتون تاون.